# Corazones malheridos
Corazones malheridos (en inglés, Purple Hearts) es una película de drama romántico estadounidense de 2022 creada para Netflix y dirigida por Elizabeth Allen Rosenbaum. Está basada en la novela del mismo nombre de Tess Wakefield. Su historia sigue a una aspirante a cantautora llamada Cassie y un marine llamado Luke, quienes se enamoran a pesar de muchos obstáculos. La película se estrenó el 29 de julio de 2022.
Los derechos de la película eran originalmente propiedad de Alloy Entertainment, pero Netflix les compró los derechos en agosto de 2021. La producción de la película comenzó poco después, con la mayoría de las escenas grabadas en locaciones alrededor de Riverside y San Diego, California.
Dicha película se puede encontrar en Netflix

## Argumento
Cassie Salazar es una joven que vive en un pequeño apartamento en ruinas. Diagnosticada con diabetes tipo 1 hace 6 meses, Cassie no tiene suficiente para cubrir la insulina. Puede pagar los medicamentos o pagar el alquiler, pero no ambos. Trabaja en un bar como camarera donde también realiza covers con su banda, The Loyal. Conoce a Luke Morrow por primera vez cuando un grupo de marines estadounidenses recién reclutados entra en el bar una noche. En ese grupo está Frankie, el amigo de la infancia de Cassie. Comienzan a ponerse al día cuando sus amigos comienzan a hacer bromas misóginas hacia Cassie. Ella les dispara antes de alejarse. Luke intenta hacer las paces, lo que finalmente falla ya que los dos tienen mentalidades muy opuestas. Frankie le advierte a Luke que Cassie tiene una política de no salir con soldados. Una compañera de trabajo le dice a Cassie que uno de los chicos del grupo le dijo que debería casarse con el por el increíble seguro médico. Cassie prueba sus niveles de glucosa, que se revelan bajos. Cuando va a la farmacia, ni ella ni su madre tienen suficiente efectivo para pagarla.
Luke también está en una situación difícil. Mientras corre, algo que hace para despejar su mente, un viejo amigo que lo apoyó en su adicción a las drogas, Johnno, comienza a perseguirlo. Luke aún debe quince mil dólares. El propio padre de Luke también cortó lazos con él debido a sus malas decisiones de vida. Cuando Cassie se presenta en la casa de Frankie para preguntarle si se casaría con ella por los beneficios de atención médica conyugales, Luke escucha la conversación. Frankie rechaza a Cassie porque es un fraude y por sus planes de casarse con su novia. Luke interrumpe para explicar que esto sería engañar al gobierno. Sin embargo, se encuentra con Cassie para hablar más sobre esto. Deciden casarse antes de que Luke se despliegue y fingen estar enamorados con constantes correos electrónicos y videollamadas. Después de un año, planean solicitar el divorcio cuando ambos reúnan la cantidad de dinero requerida.
En su boda, Frankie es el testigo y le da a Cassie el anillo con el que planea casarse con su novia. Él le dice que lo mantenga a salvo. Después, los falsos recién casados van al bar con el mismo grupo de reclutas. Cassie discute con el mismo marine de antes durante un brindis por cazar árabes. Luke camina afuera para refrescarse, donde Cassie pronto lo sigue. Comienzan a discutir junto a la ventana, cuando Luke le recuerda a Cassie que todos pueden verlos. Se abrazan y pretenden hacer las paces. Por la noche, se quedan en un motel cerca de la base. Luke se derrumba y admite que tiene miedo tanto del matrimonio fraudulento como de Irak. Cassie lo consuela y los dos pasan la noche juntos.
A la mañana siguiente, Luke, Frankie y el resto del equipo son enviados a Irak. Cassie y Luke siguen el plan y comienzan a enviarse correos electrónicos y videollamadas. Cassie le dice a Luke en un chat de video que ha comenzado a escribir sus propias canciones. Uno de ellos, "Come Back Home", está escrito para Luke and the Marines. Ella lo interpreta para ellos, lo que les levanta el ánimo después de un día particularmente duro.
La canción de Cassie rápidamente comienza a volverse viral, convirtiéndola en una estrella en ascenso. Una noche, mientras interpreta "Come Back Home" con su banda, recibe una llamada de un comandante del ejército de los EE. UU. Él le dice que Luke fue gravemente herido en la pierna y que lo enviarán de regreso. Sin saber qué hacer, Cassie se acerca al hermano de Luke. Desafortunadamente, el hermano de Luke comparte el mismo nombre que su padre, Jacob Morrow. Ella, sin saberlo, revela que ella y Luke están casados. En el hospital, Luke se enfada con Cassie por contarle a su padre su situación. Él le dice que su padre es un oficial de policía militar retirado que es duro y estricto cuando se trata de tomar medidas enérgicas contra el crimen. Luke cree que su padre no tendría ningún problema en denunciarlos si descubre lo que hicieron. Después de la discusión, Cassie descubre que Frankie murió en combate en el accidente en el que estuvo Luke. En el funeral, Cassie se encuentra con la novia de Frankie. Le da el anillo que prometió mantener a salvo para Frankie.
Luke, ahora en silla de ruedas, se muda al departamento de Cassie después de ser dado de alta. Redecoran la casa para apoyar su matrimonio falso para su padre Jacob, quien lo recoge dos veces por semana para llevarlo a rehabilitación. Cassie lee que un golden retriever es una buena mascota para apoyar la recuperación de Luke y acogen a Peaches. Luke se muestra reacio al principio, pero finalmente acepta.
The Loyal comienza a llamar más la atención y Luke se ha recuperado lo suficientemente bien como para caminar con un bastón. Luke se entera de que Johnno todavía está buscando cobrar su dinero cuando la madre de Cassie les informa que alguien ha arrojado una piedra a través de su ventana. Al investigar la casa, Luke recibe una llamada telefónica amenazante sobre sus deudas. Más tarde esa noche, el nivel de azúcar de Cassie cae, lo que la deja en estado de shock. Luke la ayuda a superar el episodio sosteniéndola en sus brazos mientras le da un poco de gel de glucosa. Cassie comienza a sentirse mejor y los dos comparten un beso.
Al día siguiente, Luke golpea a Johnno por meterse con su familia. Le da todo el dinero que debe y le dice que se mantenga alejado. En cambio, Johnno visita a la madre de Cassie para contarle sobre el pasado de Luke y su paliza. Cassie lo confronta y Luke se sincera. Él le dice que comenzó a consumir cuando su madre falleció. También revela que le robó un automóvil a su padre, que iba a vender, pero se estrelló. Para devolverle el dinero a su padre, Luke pidió prestado el dinero a su distribuidor. Cassie está enfadada con Luke por poner en peligro la vida de su madre. Ella le dice que quiere el divorcio y que quiere que él se haya ido para cuando llegue a casa después de su concierto. Luke sale a correr para despejarse la mente. Cuando regresa, es detenido por los militares por Johnno, quien lo delató por su matrimonio fraudulento. Cassie recibe una llamada del padre de Luke y le cuenta que Luke enfrenta cargos de fraude. Cuando le pregunta a Cassie si el matrimonio fraudulento fue cierto, Cassie confirma que no todo lo fue.
Unas semanas más tarde, Luke y Cassie son llamados a una audiencia por su matrimonio fraudulento. Luke se declara culpable de los cargos, pero dice que obligó a Cassie a casarse con él y que ella no sabía que violaba la ley militar. Como resultado, Luke es sentenciado a seis meses de prisión con una descarga deshonrosa.
Después del juicio, el sueño de Cassie de convertirse en cantante y compositora se hace realidad. Su banda está firmada con un sello y abren para Florence and the Machine. Después del espectáculo, Cassie sale corriendo del escenario para confesar su amor por Luke antes de que lo expulsen por seis meses. Ella le dice: "Prometimos cuidarnos el uno al otro. En la en la Salud y la enfermedad , y lo hicimos. Y creo que nuestro matrimonio es real. Creo que esto es lo más real que he sentido". Ambos se confiesan su amor y se besan. Luke le da su alianza y le dice que lo cuide, "porque esto es real".
Mientras se reproducen los créditos, se muestran imágenes después de la sentencia de seis meses de Luke de ellos juntos como una pareja casada real y amorosa.

## Reparto
- Sofia Carson como Cassie Salazar, camarera en un bar y esposa de Luke.
- Nicholas Galitzine como Luke Morrow, un infante de marina militar y esposo de Cassie.
- Chosen Jacobs como Frankie Mubuthia, amigo de Luke y amigo de la infancia de Cassie, a quien cuidó cuando Frankie era más joven.
- John Harlan Kim como Toby, dueño del sello discográfico de Cassie
- Kat Cunning como Nora, compañera de trabajo y mejor amiga de Cassie.
- Linden Ashby como Jacob Morrow Sr., el padre de Luke y Jacob Morrow Jr.
- Anthony Ippolito como Johnno, un traficante de drogas a quien Luke le debe $ 15,000
- Scott Deckert como Jacob Morrow Jr., el hermano de Luke
- Sarah Rich como Hailey, esposa de Jacob Morrow Jr.
- Loren Escandon como Marisol Salazar, la madre de Cassie
- Breana Raquel como Riley, la novia de Frankie
- Nicholas Duvernay como Armando, el rival de Luke y Cassie
- AJ Tannen como Dr. Grayson, el médico de Luke

## Producción

### Casting
En noviembre de 2020 se hizo un anuncio de que Carson protagonizaría Corazones malheridos. El anuncio hizo saber que se desempeñaría como productora ejecutiva y coescribiría la banda sonora completa de la película. En agosto de 2021, Galitzine fue elegida como su contraparte en la historia.

### Música
El cantante y compositor nominado al premio Grammy, Justin Tranter, escribió y produjo las canciones originales de la película original de Netflix. Carson también coescribió e interpretó música adicional para el proyecto. El 12 de julio de 2022, Hollywood Records lanzó "Come Back Home" para ayudar a promocionar la película. Tras el lanzamiento de Netflix, la banda sonora oficial de la película estuvo disponible digitalmente. La lista de canciones consta de ocho canciones, todas interpretadas por Carson e incluye cuatro canciones originales coescritas por Carson.
| N.º | Título                              | Cantante      |
| --- | ----------------------------------- | ------------- |
| 1.  | "Come back home"                    | Sofia Carson  |
| 2.  | "I hate the way"                    | Sofia Carson  |
| 3.  | Blue side of the sky"               | Sofia Carson  |
| 4.  | I didn't know                       | Sofia Carson  |
| 5.  | Feel I still                        | Sofia Carson  |
| 6.  | Sweet Caroline                      | Sofia Carson  |
| 7.  | Terrace (ft. boy pablo)             | Shelter Boy   |
| 8.  | Only for a moment                   | Lola Marsh    |
| 9.  | Three Leaf Clover                   | Teenage Joans |
| 10. | You put the spice in my life        | Dale Chafin   |
| 11. | Whatever happened, it's alright now | Suns up       |
| 12. | Don't you want me?                  | The Bashfuls  |
| 13. | It's going down                     | Elijah Honey  |
| 14. | My love is real                     | Calvin Harris |

## Recepción
En el sitio web del agregador de reseñas Rotten Tomatoes, el 36% de las reseñas son positivas, con una calificación promedio de 7.5/10. Sin embargo, la película ha tenido gran aceptación del público en general.